# Адольф фон Йоркаш-Кох
Барон Адольф фон Йоркаш-Кох (нім. Adolf Freiherr von Jorkasch-Koch; 3 жовтня 1848, Лемберг— 23 квітня 1909, Відень) — австро-угорський державний діяч, в 1899—1900 і 1908—1909 — виконуючий обов'язки міністра фінансів Цислейтанії.

## Життя і кар'єра
Народився у Львові. Вивчав право у Львівському університеті. В 1869 році вступив на державну службу, працював у фінансовому управлінні Галичини і Лодомерії. В 1875 році перейшов на роботу в центральний апарат Міністерства фінансів у Відень. Працював у відділі митних зборів і зборів, брав участь у виробленні зовнішньоторговельних тарифів. В 1889 році очолив департамент митних зборів Мінфіну. З 1891 року— радник міністра, з 1896 року— шеф секції Міністерства. В 1898 році брав участь у виробленні Угоди про розподіл доходів від митних зборів з Угорщиною. В 1899 році призначений членом Таємної ради.
За час своєї кар'єри двічі призначався тимчасово виконуючим обов'язки міністра фінансів — в 1899—1900 і 1908—1909.
Захворів на бронхіт, який переріс у пневмонію, від якої він і помер.

## Нагороди
- Ювілейна пам'ятна медаль 1898
- Орден Франца Йосифа, великий хрест[2][3]
- Орден Залізної Корони 1-го класу[4]
- Ювілейний хрест